# رمضان بن علاء الدين
رمضان بن علاء الدين (1312 - 11 أبريل 1349) كان حاكمًا (داروغه) لمحافظة لوتشوان في رونغتشو، بمقاطعة قوانغشي، وكان مسلمًا من أصل كوري. خدم حتى وفاته عام 1349م. يُعرف وجوده فقط من كتابات على قبره في مقبرة مسجد هوايشينغ في قوانغتشو. يُعتبر رمضان شخصية بارزة لكونه أول مسلم معروف من كوريا، كوريا على الرغم من أنه من غير الواضح ما إذا كان عرقيًا من أصل كوري.

## التأريخ والانتشار
كان أول منشور أكاديمي يناقش رمضان، وهو مسلم من كوريا في القرن الرابع عشر، ورقة بحثية عام 1989م حول نقوش إسلامية في قوانغتشو من قِبل المؤرخين الصينيين يانغ تانغ وجيانغ يونغشينغ. انتشر خبر وجود رمضان في كوريا الجنوبية في عام 2005، عندما نشرت صحيفة هانكوك إلبو اليومية قصة عن سون سانغ-ها، سفير البلاد المتجول آنذاك، الذي زار قوانغتشو لرؤية نسخة طبق الأصل من نقش رمضان. في عام 2006، أنتجت كي بي إس، وهي هيئة الإذاعة العامة الوطنية في كوريا الجنوبية، فيلمًا وثائقيًا عن الإسلام في كوريا في العصور الوسطى يركز على رمضان.

## النقش على القبر

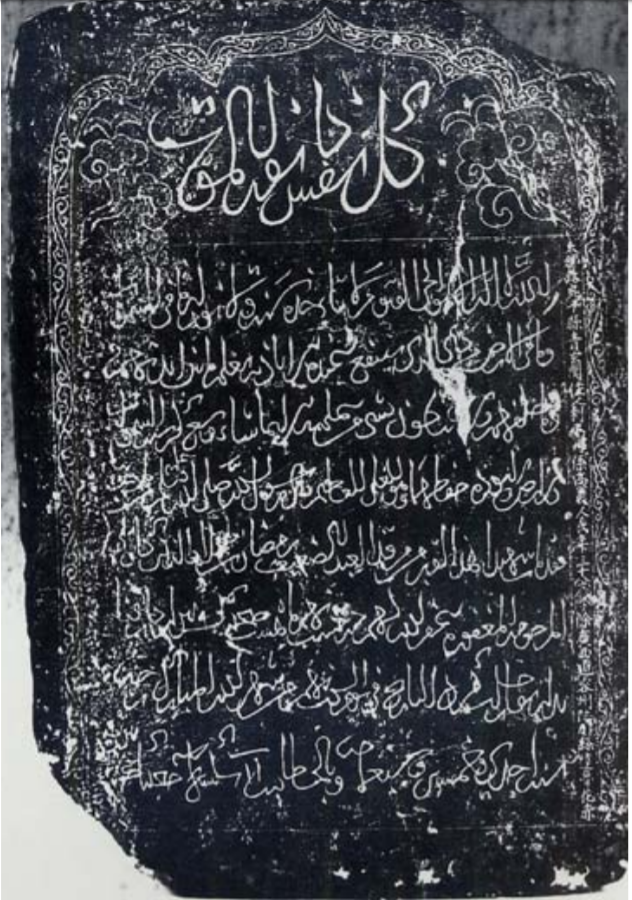
نقش رمضان بن علاء الدين

تُعرف حياة رمضان فقط من خلال نقشه على قبره في مقبرة مسجد هوايشينغ في قوانغتشو، الصين، الذي كان يقع في الأصل بالقرب من القبر الذي يُقال إنه لسعد بن أبي وقاص، وهو صحابي للنبي محمد يُعتقد أنه توفي في الصين. تم نقل النقش حاليًا داخل مبنى مسجد هوايشينغ. النص ثنائي اللغة، مع وجود اللغة العربية في المنتصف والصينية الكلاسيكية مكتوبة بأحرف صغيرة في الهوامش.
النقش العربي نموذجي لنقوش الجنائز الإسلامية. يستخدم عبارة من الآية القرآنية 3:185، "كُلُّ نَفْسٍ ذَائِقَةُ الْمَوْتِ"، كعنوان له. يتابع النقش بآية الكرسي المعروفة، المقتبسة بالكامل، ثم يضيف بعض التفاصيل عن رمضان نفسه:
«الرسول قال منذ زمن بعيد: "من مات في أرض غريبة مات شهيدًا".»
«هذا القبر هو المكان الذي عاد إليه رمضان بن علاء الدين بعد وفاته. غفر الله له ورحمه و [غير مقروء].»
«[غير مقروء] الذي زار حلب يكتب في تاريخ رجب [غير مقروء] في عام 751، بارك الله فيه.»
يُعطي النص الصيني المصاحب عنوان رمضان ومهنته وتواريخ وفاته ودفنه.
«رمضان [剌馬丹 Lámǎdān]، ساكن تشينغشوانغوان في محافظة وانبينغ في دائرة دادو، كان كوريًا. كان يبلغ من العمر ثمانية وثلاثين عامًا [c] ثم تم تعيينه كمسؤول في محافظة لوتشوان في رونغتشو، بمقاطعة قوانغشي. توفي في اليوم الثالث والعشرين من الشهر الثالث من السنة التاسعة من تشيجي تشنغ [11 أبريل 1349]. دُفن في اليوم الثامن عشر من الشهر الثامن [30 سبتمبر] في غويهواغانغ بجوار جسر ليوهوا في تشنغبى، قوانغتشو [موقع المقبرة الإسلامية]. تم وضع نقش على القبر.»
وفقًا للنص الصيني، توفي رمضان في أبريل 1349، لكنه دُفن في الموقع الحالي لقبره في سبتمبر فقط. يتوافق شهر رجب 751 هـ، الذي يُؤرخ به النص العربي، مع سبتمبر 1350 م، بعد عام كامل. وهكذا يبدو أن الموقع الحالي للقبر هو نتيجة إعادة دفن، وأن النقش الحالي كُتب بعد عام من إعادة الدفن.

## الهوية
يبدو أن رمضان كان شخصية بارزة. لم يخدم فقط كمسؤول أو حاكم إقليمي لسلالة يوان المغولية التي حكمت الصين آنذاك، بل كان لديه أيضًا مقر إقامة بالقرب من دادو (بكين الحديثة)، العاصمة الإمبراطورية ليوان. كما اعتبره المجتمع الإسلامي المحلي مهمًا بما يكفي لإعادة دفنه بالقرب من سعد بن أبي وقاص، المؤسس الأسطوري للإسلام في الصين، ولإحيائه بنقش موقع شخصيًا يتضمن آيات قرآنية متعددة.
من غير المعروف ما إذا كان رمضان من أصل كوري عرقيًا. بعد الغزو المغولي لكوريا في القرن الثالث عشر، دخل العديد من المسلمين من آسيا الوسطى (يُطلق عليهم سيمو) البلاد - التي حكمتها آنذاك سلالة غوريو كدولة تابعة للمغول - للخدمة في الإدارات المغولية والكورية أو للانخراط في التجارة. أسس هؤلاء المسلمون مجتمعًا محليًا في العاصمة الكورية كايغيونغ، حيث بنوا مسجدًا وتمتعوا باستقلال ثقافي وديني كبير حتى صدر مرسوم ملكي يأمر بالاستيعاب القسري في عام 1427. نظرًا لأن المغول غالبًا ما عينوا سيمو ولكن نادرًا ما عينوا كوريين عرقيين كحكام محليين، فربما كان رمضان مسلمًا من أصل آسيا الوسطى (ربما أويغوري) ولد أو استقر ببساطة في كوريا. نظرًا لأن رونغتشو كانت مركزًا للتجارة مع تران فيتنام، يتكهن المؤرخ لي هي-سو بأن رمضان ربما كان تاجر سيمو دوليًا مقيمًا في كوريا استأجره اليوان.
من ناحية أخرى، كان مقر إقامة رمضان في محافظة وانبينغ، وهي ضاحية من ضواحي دادو حيث كان هناك مجتمع كبير من الشتات الكوري العرقي في القرن الرابع عشر. صنف المغول أحيانًا الكوريين على أنهم سيمو أيضًا وعينوهم أحيانًا كمسؤولين وحكام. من المحتمل بالتالي أن يكون رمضان كوريًا عرقيًا اعتنق (أو اعتنق والده) الإسلام واتخذ اسمًا مسلمًا.